# Colona isodiametrica
Colona isodiametrica är en malvaväxtart som beskrevs av Karl Ewald Maximilian Burret. Colona isodiametrica ingår i släktet Colona och familjen malvaväxter. Inga underarter finns listade i Catalogue of Life.